# Laboya Bawa
Laboya Bawa is een bestuurslaag in het regentschap West-Soemba van de provincie Oost-Nusa Tenggara, Indonesië. Laboya Bawa telt 1747 inwoners (volkstelling 2010).